# Samarium-154
Samarium-154 of 154Sm is een stabiele isotoop van samarium, een lanthanide. Het is een van de vijf stabiele isotopen van het element, naast samarium-144, samarium-149, samarium-150 en samarium-152. Daarnaast komen ook twee langlevende radio-isotopen voor, namelijk samarium-147 en samarium-148. De abundantie op Aarde bedraagt 22,75%. 
Samarium-154 ontstaat onder meer bij het radioactief verval van promethium-154 en europium-154.
{\displaystyle {\ce {{^{154}_{61}Pm}->{^{154}_{62}Sm}+{e^{-}}+{\bar {\nu }}_{e}}}}
{\displaystyle {\ce {{^{154}_{63}Eu}->{^{154}_{62}Sm}+{e^{+}}+{\nu }_{e}}}}
De isotoop wordt ervan verdacht via dubbel bètaverval te vervallen naar de stabiele isotoop gadolinium-154. Samarium-154 bezit echter een halfwaardetijd van meer dan 2,3 triljoen jaar en dus kan de isotoop de facto als stabiel beschouwd worden. Dit vanwege het feit dat de halfwaardetijd honderden miljoenen malen groter is dan de leeftijd van het universum.
{\displaystyle {\ce {{^{154}_{62}Sm}->{^{154}_{63}Eu}+{e^{-}}+{\bar {\nu }}_{e}}}}
{\displaystyle {\ce {{^{154}_{63}Eu}->{^{154}_{64}Gd}+{e^{-}}+{\bar {\nu }}_{e}}}}
128Sm · 129Sm · 130Sm · 131Sm · 132Sm · 133Sm · 134Sm · 135Sm · 135mSm · 136Sm · 136mSm · 137Sm · 137mSm · 138Sm · 139Sm · 139mSm · 140Sm · 141Sm · 141mSm · 142Sm · 143Sm · 143m1Sm · 143m2Sm · 144Sm · 144mSm · 145Sm · 145mSm · 146Sm · 147Sm · 148Sm · 149Sm · 150Sm · 151Sm · 151mSm · 152Sm · 153Sm · 153mSm · 154Sm · 155Sm · 156Sm · 156mSm · 157Sm · 158Sm · 159Sm · 160Sm · 161Sm · 162Sm · 163Sm · 164Sm · 165Sm · 166Sm